# 上海体育館
上海体育館（シャンハイたいいくかん、別名:上海大舞台）は中華人民共和国上海市徐匯区に位置する総合スポーツ施設。バスケットボールや卓球などのスポーツの他、コンサートなどのイベントでも使用される。1975年建設。総床張。10,000人（コンサート）ないし12,000人（スポーツ）が収容可能。

## 概要
上海体育館は上海体育場（八万人体育場）に隣接しており、これまでにボブ・ディラン、ローリング・ストーンズ、エルトン・ジョン、カイリー・ミノーグ、マライア・キャリーなどトップアーティストの上海公演が開催された。
日本のアーティストでは小田和正（1992年）、THE JAYWALK（1995年）、ASKA（1997年）、TK Presents GROOVE MUSEUM（1997年）、CHAGE（1998年）、TRF（1998年）、CHAGE & ASKA（1999年、2007年）、 L'Arc〜en〜Ciel（2005年）、浜崎あゆみ（2007年、2008年）、モーニング娘。（2008年）、嵐（2008年）、安室奈美恵（2009年）、w-inds.（2010年）、Anisama in Shanghai -Only One-（2011年）、X JAPAN（2011年）が公演・イベントを開催した。
また、スポーツ関連では、大相撲海外公演（2004年）、世界卓球選手権個人戦（2005年）などが開催された。

## 交通
上海地下鉄「上海体育館駅」下車